# Goundam (cercle)
Goundam is een bestuurlijke eenheid die deel uitmaakt van de regio Timboektoe in het noordoosten van Mali.
In de cercle Goundam woonden in 2009 150.150 mensen. De hoofdstad is het gelijknamige Goundam. In 2012 werd het noordelijk deel van de cercle overgeheveld naar de nieuwe regio Taoudénit.
Goundam had voor 2012 een oppervlakte van 92.688 km² en bestond uit de volgende communes:
- Abarmalane
- Alzounoub
- Bintagoungou
- Douékiré
- Doukouria
- Essakane
- Gargando
- Goundam
- Issabéry
- Kaneye
- M'Bouna
- Raz-El-Ma
- Télé
- Tilemsi
- Tin Aïcha
- Tonka